# Pępowo (województwo wielkopolskie)
Pępowo – wieś w Polsce, położona w województwie wielkopolskim, w powiecie gostyńskim, w gminie Pępowo, nad rzeką Dąbroczną, 16 km na południowy wschód od Gostynia.
Miejscowość jest siedzibą gminy Pępowo.
W miejscowości działało Państwowe Gospodarstwo Rolne – Stadnina Koni Pępowo. W 1994 jako po przekształceniu jako Stadnina Koni Skarbu Państwa Pępowo. Obecnie jako Stadnina Koni Pępowo Sp. z o.o. z siedzibą w Gogolewie.

## Integralne części wsi
| SIMC    | Nazwa   | Rodzaj    |
| ------- | ------- | --------- |
| 0374350 | Anielin | część wsi |

## Historia
Wieś pierwotnie związana była z Wielkopolską. Istnieje co najmniej od pierwszej połowy XIII wieku. Wymieniona została w łacińskim dokumencie z 1357 jako „Pampovo”, 1383 (wg rękopisu XV w.) „Pampowo”, 1399 przymiotnik „Pøpøwski”, 1417 „Pampauo”, 1446 „Minor Papowo”, 1447 „Minor Panpowo”, 1448 „Pampowko Minor”, 1457 „Panpowo”, 1513 „Pampow”, 1520 „Pampoff”, 1563 „Pampowo Maior, Pampowo Minor”, 1564 „Pempouo”, 1566 „Pempowo Maior, Pempowo Minor”.
W średniowieczu miejscowość miała własność mieszaną i była początkowo wsią kościelną należącą do kapituły gnieźnieńskiej. Podzielona była na dwie części: kościelną - Pępowo Wielkie oraz szlachecką - Pępowo Małe należącą do lokalnego rodu wielkopolskiego Pampowskich herbu Gozdawa w odmianie Poronia. W 1447 wieś leżała w powiecie kościańskim Korony Królestwa Polskiego. Od 1399 była siedzibą własnej parafii w dekanacie Śrem.
We wsi znajdowało się grodzisko późnośredniowieczne z XIV-XV wieku znajdujące się niegdyś na wyspie, naprzeciw pałacu. W 1357 Pępowo wymienione zostało wśród wsi należących do kapituły gnieźnieńskiej, a w 1383 jako wieś kustodii gnieźnieńskiej.  W latach 1446-1448 kustoszem gnieźnieńskim oraz regensem wsi był Jan Furman, a w latach 1461-1462 Wojciech Skóra pełniący także funkcję kolatora kościoła w Pępowie.
Właścicielami części szlacheckiej wsi byli natomiast Pampowscy notowani także jako Pępowscy herbu Poronia, którzy stracili własność wsi w 1514. W latach 1417-1447 jako właściciel notowany był Peregryn Pampowski, Międzyborski z Pępowa, ojciec Jana, Wojciecha, Stefana i Stanisława. W latach 1446-1448  toczyli oni proces sądowy z kapitułą gnieźnieńską reprezentowaną przez kustosza gnieźnieńskiego Jana Furmana.
W 1443 Jan z Pępowa Pampowski zapisał swojej żonie Małgorzacie 200 grzywien posagu i 100 grzywien wiana na 1/4 części Pępowa należnej mu w działach z braćmi Wojciechem, Stefanem, Stanisławem. W 1475 toczył procesy sądowe z Aleksandrem z Gaju Wielkiego, bratem kustosza gnieźnieńskiego Wojciecha Skóry, posiadacza drugiej części Pępowa oraz z Barbarą żoną Dobrogosta Chełmskiego i Jakubem z Wolsztyna. W 1462 Stanisław Pampowski brat Jana oraz syn Peregryna wraz z bratem niedzielnym Wojciechem zapisał swej żonie Annie po 100 kóp groszy posagu oraz wiana na Pępowie i połowie części posiadanej przez nich we wsi Krzekotowice.
W latach 1457-1510 właścicielem szlacheckiej części wsi był syn Jana, brat Jana oraz ojciec Jana Ambroży Pampowski herbu Poronia, absolwent Akademii Krakowskiej, pisarz kancelarii królewskiej, krajczy nadworny, pisarz ziemski kaliski 1480, stolnik poznański, kasztelan rozpierski 1487-1494, wojewoda sieradzki 1494-1510, starosta łęczycki 1496-99, starosta generalny wielkopolski 1498-1504, starosta malborski 1504-1510, starosta tenutariusz gnieźnieński 1489-1501, kolski 1487-88, koniński 1485-96, pyzdrski1485-91, środski 1484-1510.
Miejscowość odnotowano również w historycznych rejestrach poborowych. W 1507 wieś Pępowo płaciła pobór podatkowy poza powiatem pyzdrskim. W 1510 część wsi należącej do kustodii czyli Pępowo Wielkie miało 5 łanów opuszczonych, a część szlachecka Pępowo Małe należące do Pampowskich jeden łan osiadły. W 1530 pobrano podatki we wsi od jednego łana. W 1563 miał miejsce pobór z Pępowa Wielkiego od 4 łanów, z Pępowa Małego od jednego łana. W 1566 pobrano podatki z Pepowa Małego od 3 łanów, a z Pępowa Wielkiego od połowy łana oraz 3 zagrodników. W 1580 odbył się pobór ze wsi Pępowo Małe od 4 łanów, jednego zagrodnika, jednego komornika oraz najemnego robotnika zwanego ratajem obsługującego pług. Natomiast z Pępowa Wielkiego pobór wzięto od połowy łana, dwóch zagrodników oraz owczarza wypasającego 20 owiec.
Po śmierci ostatniego z rodu Pampowskich w 1571 właścicielem wsi został Melchior Konarzewski herbu Korczak wraz z żoną Anną Siedlecką herbu Grzymała. W posiadaniu Konarzewskich Pępowo pozostawało do XVIII w., kiedy to Weronika Konarzewska wychodząc za mąż za Macieja Mycielskiego herbu Dołęga wniosła mu w posagu dobra pępowskie.
Do czasu rozbiorów leżała w Rzeczypospolitej Obojga Narodów. Wskutek II rozbioru Polski w 1793, miejscowość przeszła pod władanie Prus i jak cała Wielkopolska znalazła się w zaborze pruskim. W okresie Wielkiego Księstwa Poznańskiego (1815–1848) miejscowość wzmiankowana jako Pampowo należała do wsi większych w ówczesnym pruskim powiecie Kröben (krobskim) w rejencji poznańskiej. Pampowo należało do okręgu krobskiego tego powiatu i stanowiło część majątku Chociszewice, którego właścicielem był wówczas (1846) Teodor Mycielski. Według spisu urzędowego z 1837 roku wieś liczyła 164 mieszkańców, którzy zamieszkiwali 20 dymów (domostw).
W 1876 r. jego prawnuk Ignacy Mycielski sprzedał majątek przemysłowcowi Adolfowi Hansemanowi (ojcu Ferdinanda von Hansemanna, współtwórcy Hakaty), potem pozostał on w rękach rodziny von Oertzen do końca II wojny światowej.
W czasie wojny wieś składała się tylko z dzisiejszej ul. Powstańców Wielkopolskich i z ul. Stanisławy Nadstawek i liczyła około 200 mieszkańców. Dynamiczny rozwój wsi nastąpił dopiero po II wojnie światowej, kiedy to wybudowano nowe drogi i połączono Pępowo z Chociszewicami.
W latach 1975–1998 miejscowość należała do województwa leszczyńskiego.
W 1923 w Pępowie urodziła się Stanisława Nadstawek (zm. 1945) – podporucznik Ludowego Wojska Polskiego.

## Zabytki
• kościół parafialny pod wezwaniem św. JadwigiPierwotny zbudowany został w XV w. jako drewniana konstrukcja. Budowę murowanej świątyni w stylu późnogotyckim zakończono w 1625 r. W 1734 wichura zerwała dach kościoła i częściowo uszkodziła wieżę, która została odbudowana dopiero w 1830 roku przez Józefa Mycielskiego z Rokosowa. W tym samym roku dobudowano dwie boczne nawy, zakrystię i kaplicę w stylu neogotyckim według projektu Franciszka Marii Lanciego. Wnętrze kościoła utrzymane jest w stylu barokowym.
• pałac MycielskichZostał wybudowany po 1695 roku w miejscu wcześniejszego założenia, a następnie przebudowany pod koniec XVIII w. przez Józefa Mycielskiego. W rękach rodziny Mycielskich pozostawał do ok. 1880 r., a następnie przeszedł na własność Wilhelma Radziwiłła. Kolejnym właścicielem był bankier Adolf Hansemann, a następnie rodzina Oertzern. Po II wojnie światowej mieściła się w nim szkoła podstawowa i ośrodek zdrowia. Od 1999 r. jest własnością prywatną. Obiekt ten tworzy centrum założenia osiowego, zamkniętego od wschodu parkiem o powierzchni 20 ha, a od zachodu usytuowanymi po bokach czworobocznymi dziedzińcami folwarcznymi. Zbudowany jest z piętrowego korpusu głównego na planie prostokąta oraz przylegających do niego w dwóch narożach parterowych pawilonów połączonych bramami z dwiema oficynami. W marcu 2023 miał miejsce pożar, w wyniku którego spłonęło poddasze lewej części budynku, a część parterowa została uszkodzona podczas działań gaśniczych.
• wiatrak „Franciszek”Najstarszy typ wiatraka zwany koźlakiem. Konstrukcja „koźlaka” składa się z dwóch podstawowych elementów: nieruchomej podstawy i części obrotowej. Podstawa wiatraka czyli kozioł usadowiona jest na niskim fundamencie. Główne elementy konstrukcji nośnej jak kozioł, słup, mącznica oraz wał napędowy z kołem palecznym pochodzą z wiatraka z Kobylina z 1754 r. W latach 1901–1977 wiatrak stał w Magdalenkach koło Pępowa. Do Magdalenek sprowadził go Stanisław Kostka Krzyżoszczak. Koźlak do czasu translokacji stanowił własność rodziny Krzyżoszczaków. Wiatrak pracował do czasu elektryfikacji wsi na początku lat 60. XX wieku, później pełnił funkcję magazynu. W latach 1977–1979 młyn przeniesiono do obecnej lokalizacji. W 1957 r. „Franciszek” został wpisany do rejestru zabytków jako cenny przykład drewnianego budownictwa przemysłowego z 1754 r. Kolejną renowację przeprowadził w 2019 cieśla Piotr Nadolny z Grodziska (gm. Osieczna).

## Ochotnicza straż pożarna
W Pępowie znajduje się remiza ochotniczej straży pożarnej, której początki datuje się na rok 1881. Wtedy to właściciel majątku ziemskiego w Pępowie, von Hansemann, zakupił dla swych gospodarstw w Pępowie, Siedlcu i Babkowicach sikawki ręczne z wężami, prądownicami oraz wiadra i bosaki. Zorganizowano też grupy ogniowe, składające się z pracowników gospodarstw. Ochotnicza straż pożarna zachowała ciągłość istnienia do czasów współczesnych. W 1995 została włączona do Krajowego Systemu Ratowniczo-Gaśniczego. W 2021 roku OSP Pępowo obchodziło 140-lecie swojego istnienia. W dniu 26 listopada 2021 roku jednostka zakupiła nowy ciężki wóz bojowy Scania P370 4X4 Szczęśniak.

## Galeria

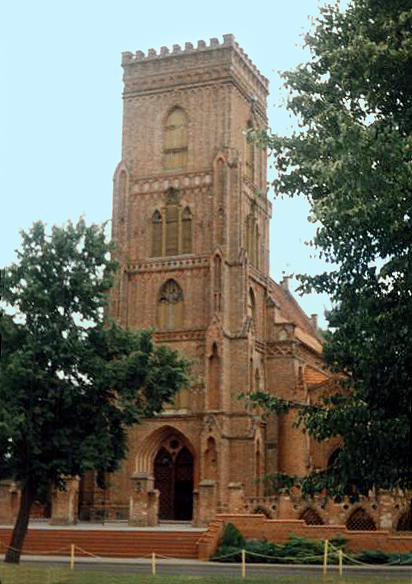
Kościół św. Jadwigi w Pępowie
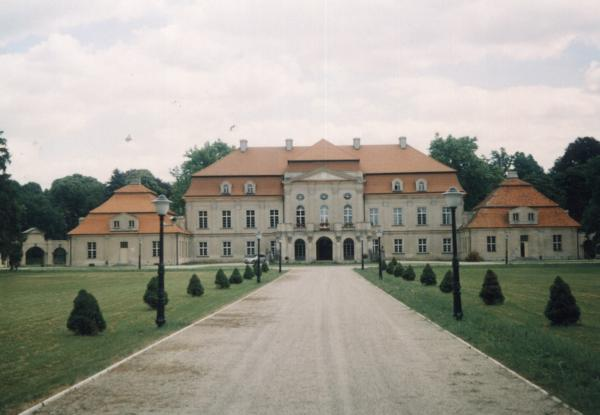
Pałac w Pępowie
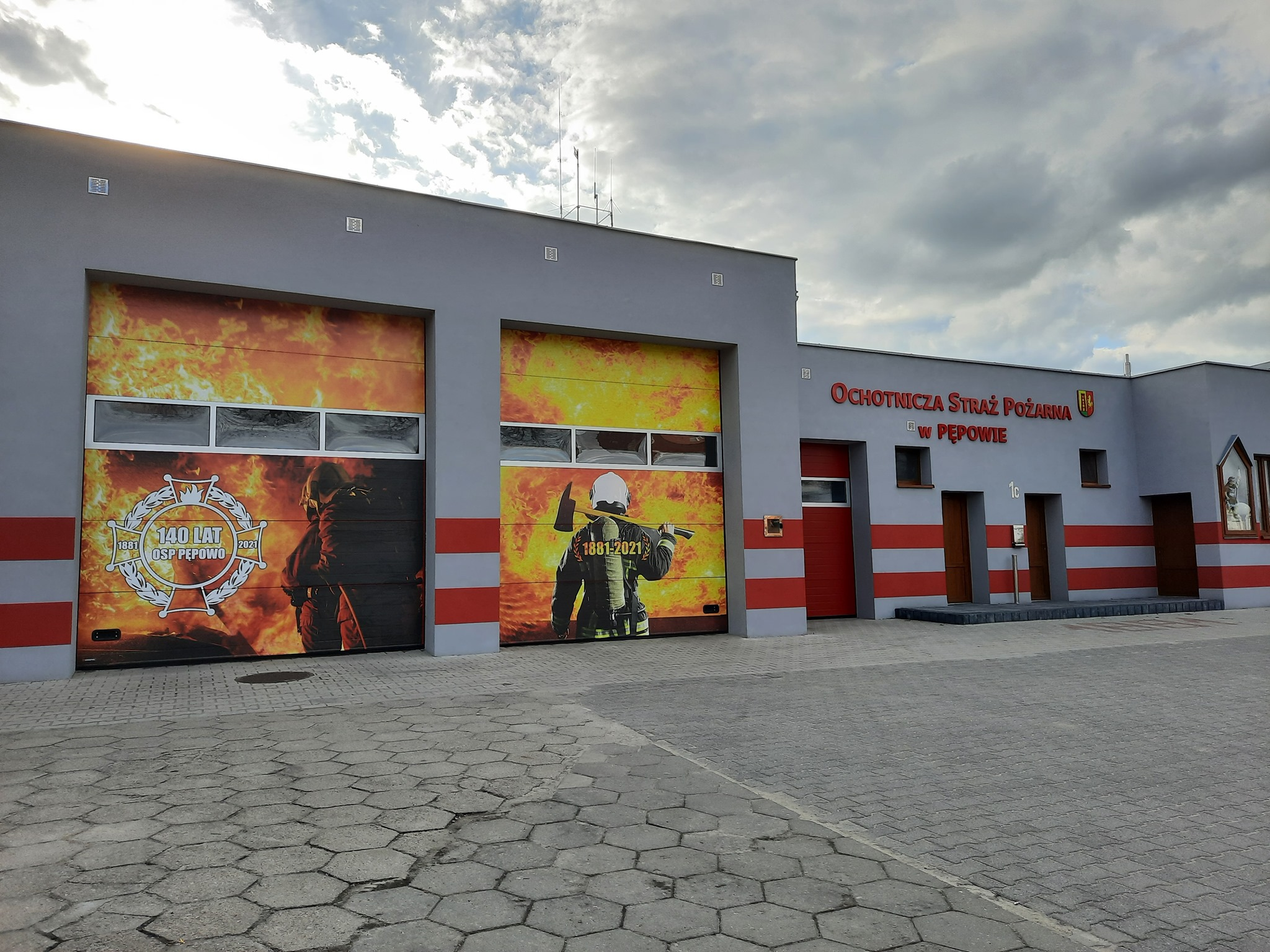
Baner na 140-lecia istnienia
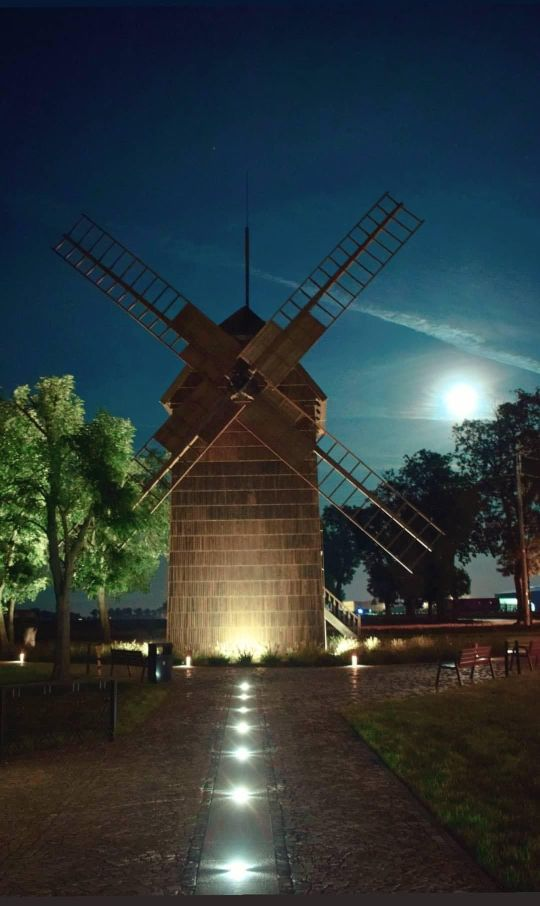
Wiatrak po renowacji w 2018
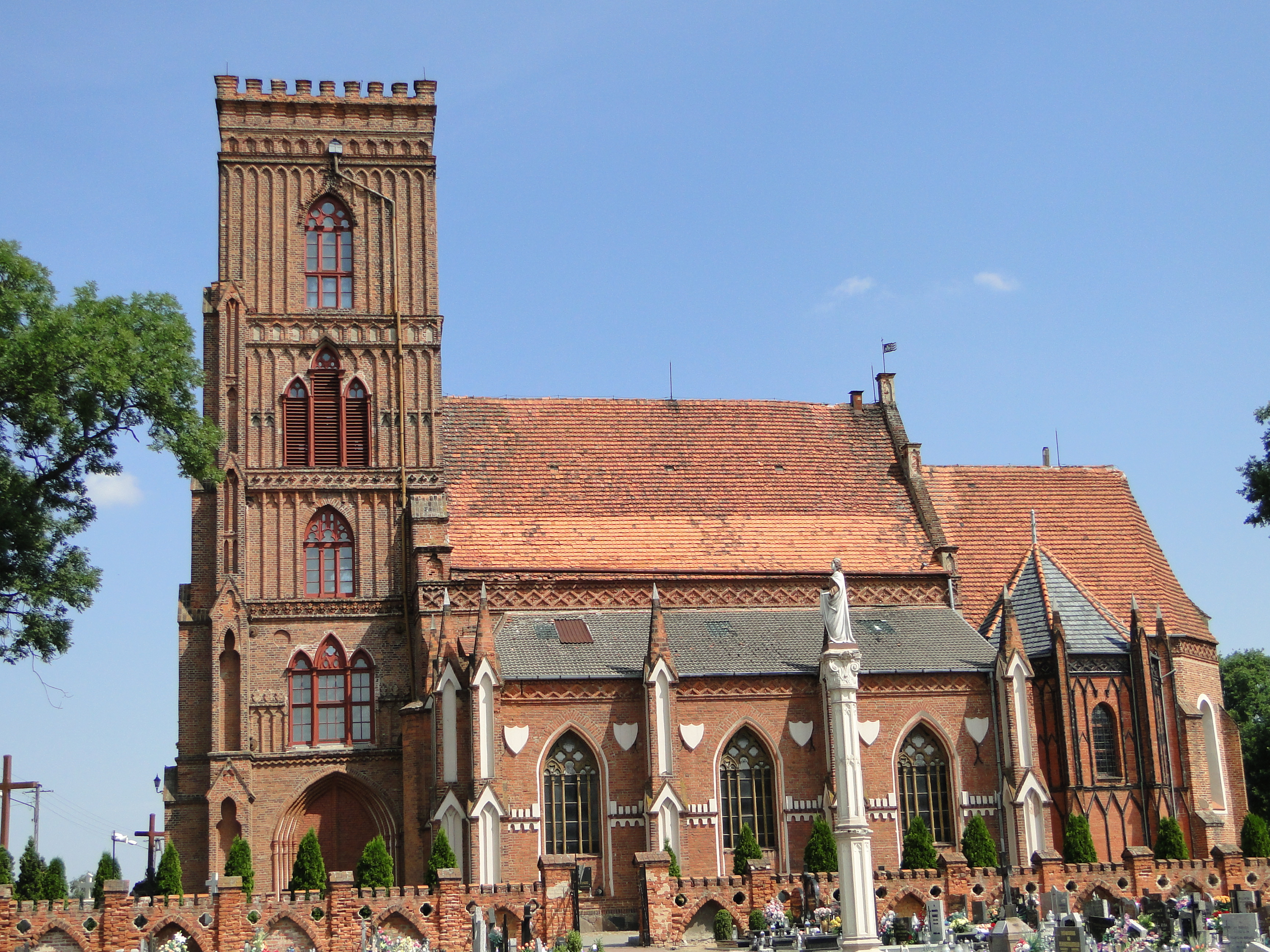
Kościół parafialny pw. Świętej Jadwigi (2021)
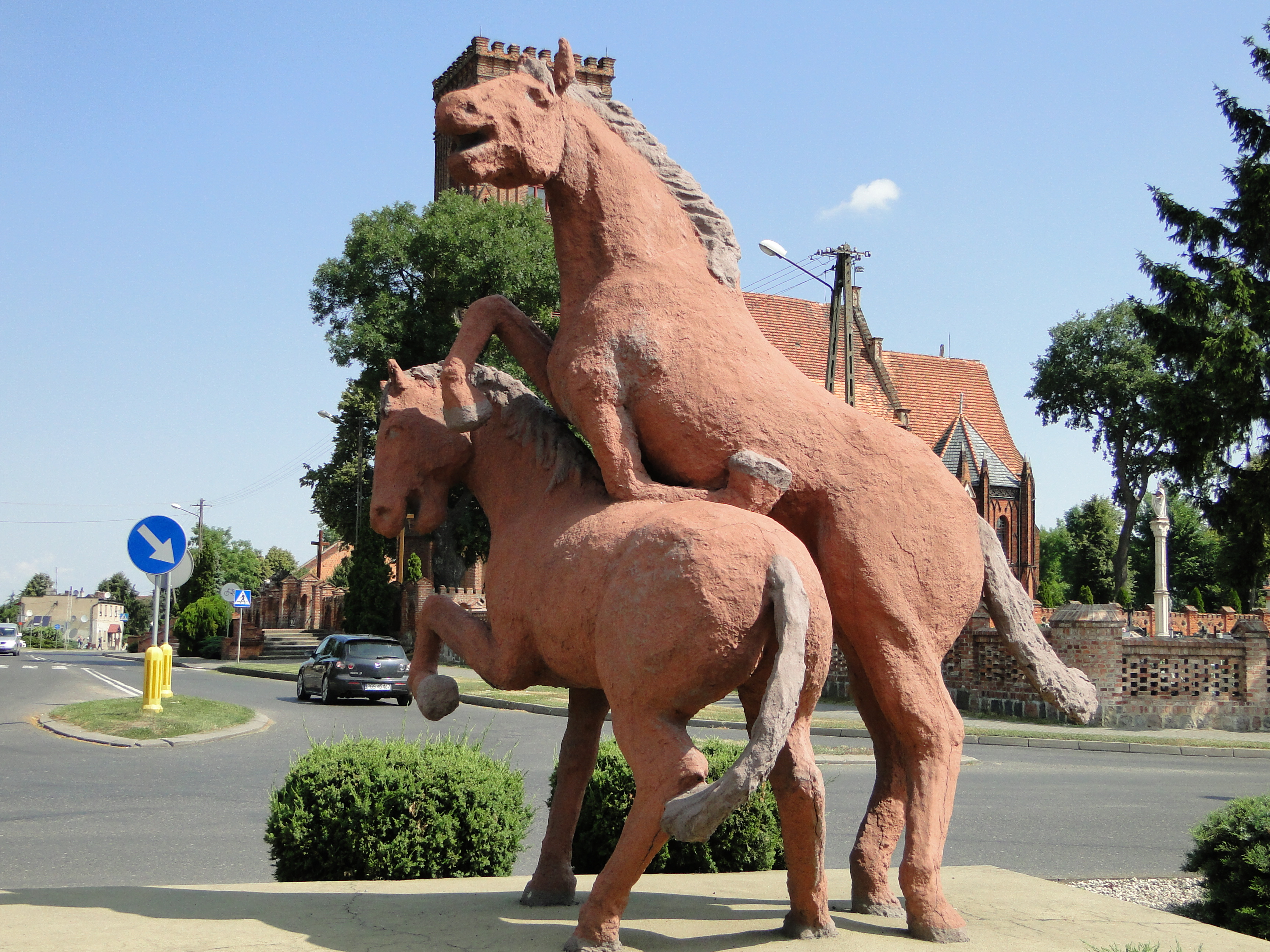
Pomnik koni w centrum Pępowa (2021)
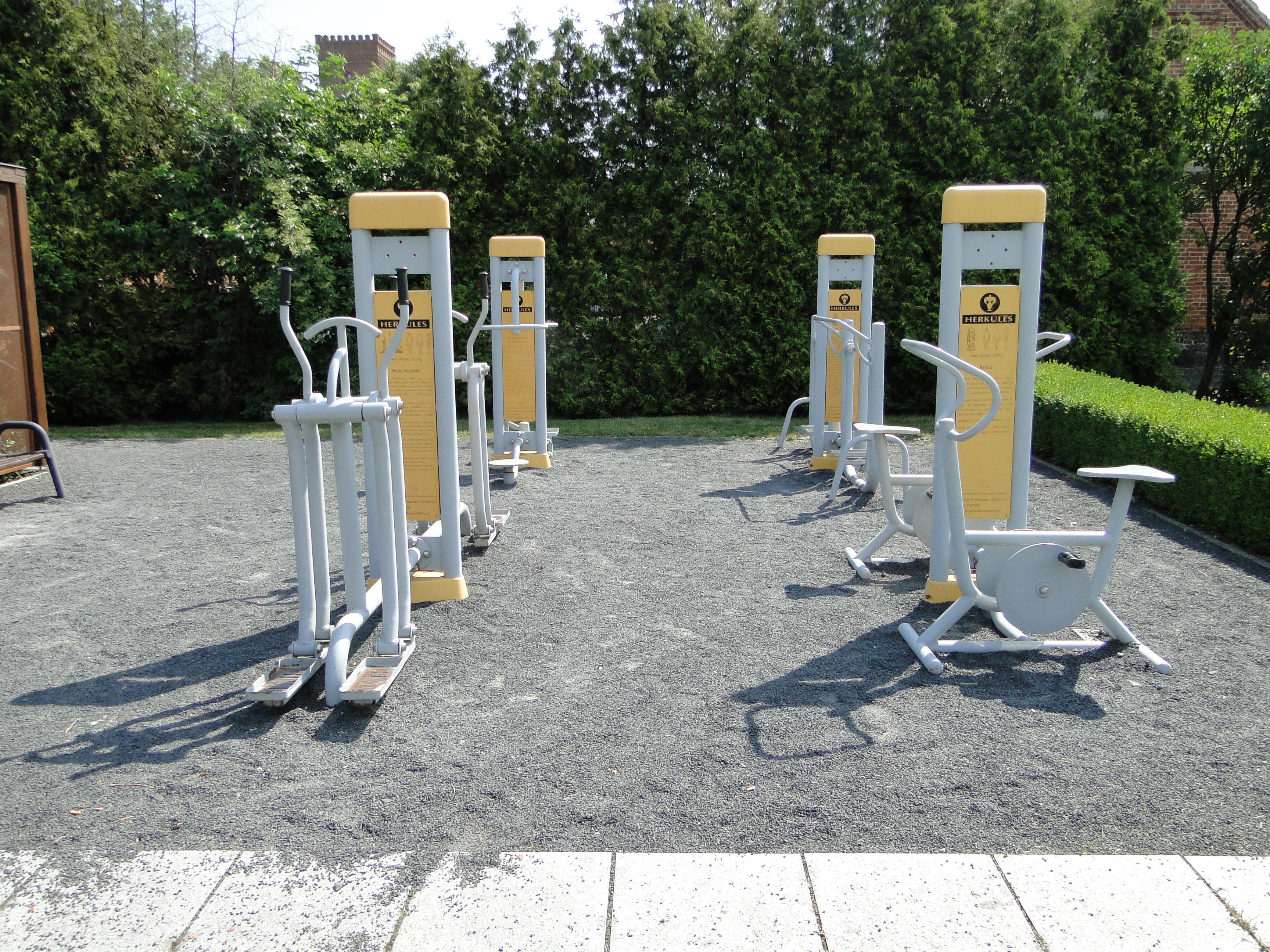
Siłownia zewnętrzna w centrum Pępowa (2021)
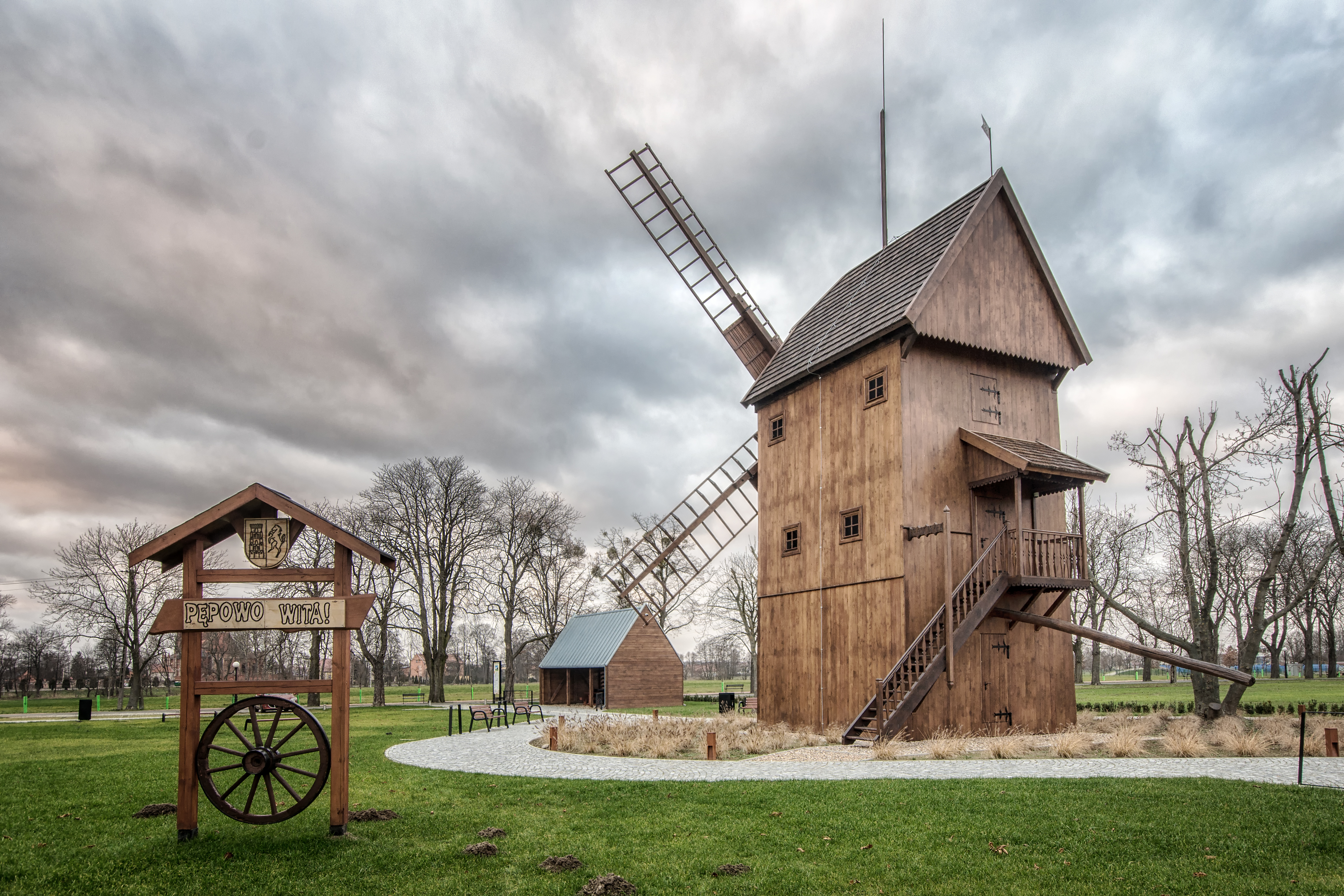
Skrzydlaty zakątek (2019)
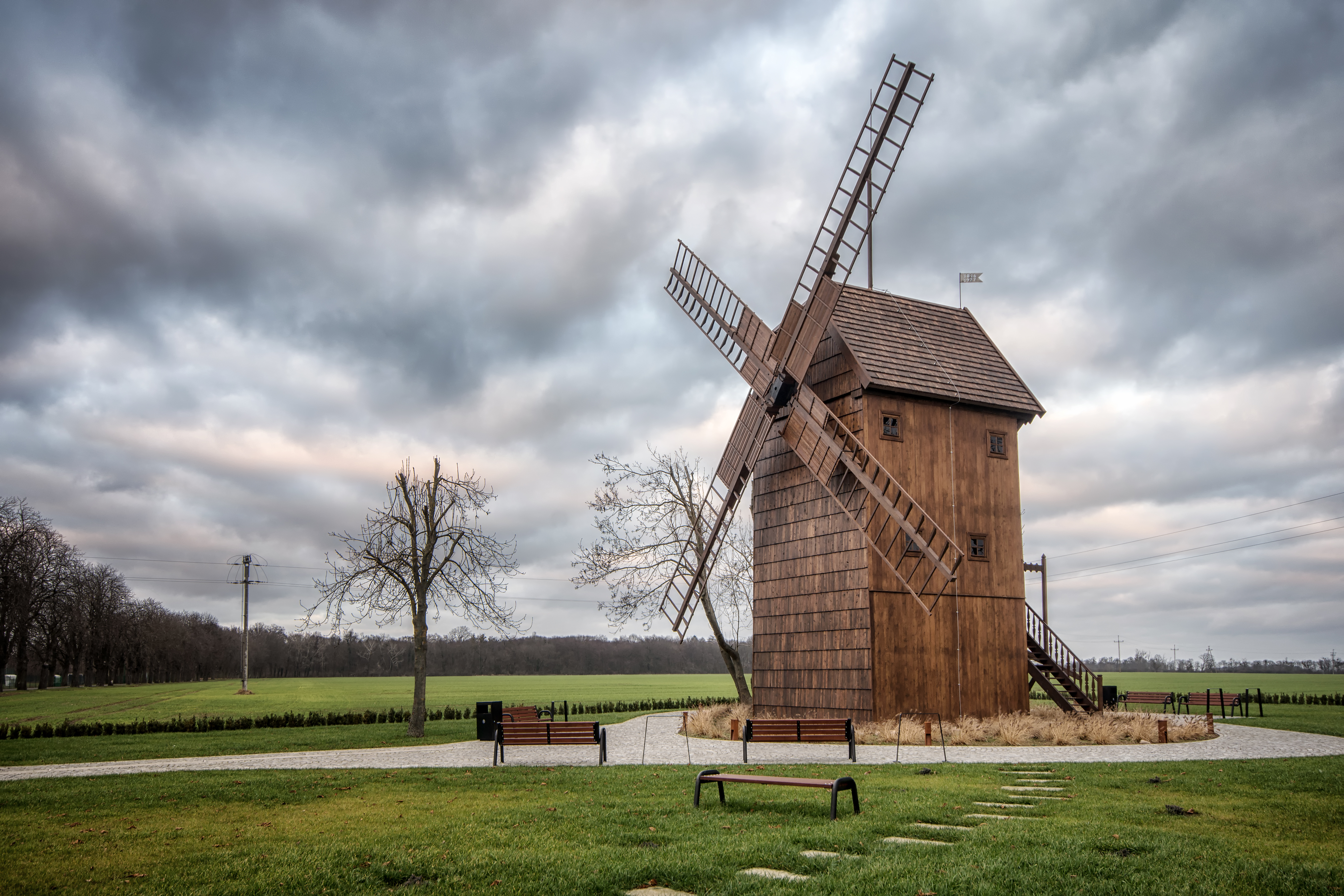
Wiatrak koźlak w Pępowie
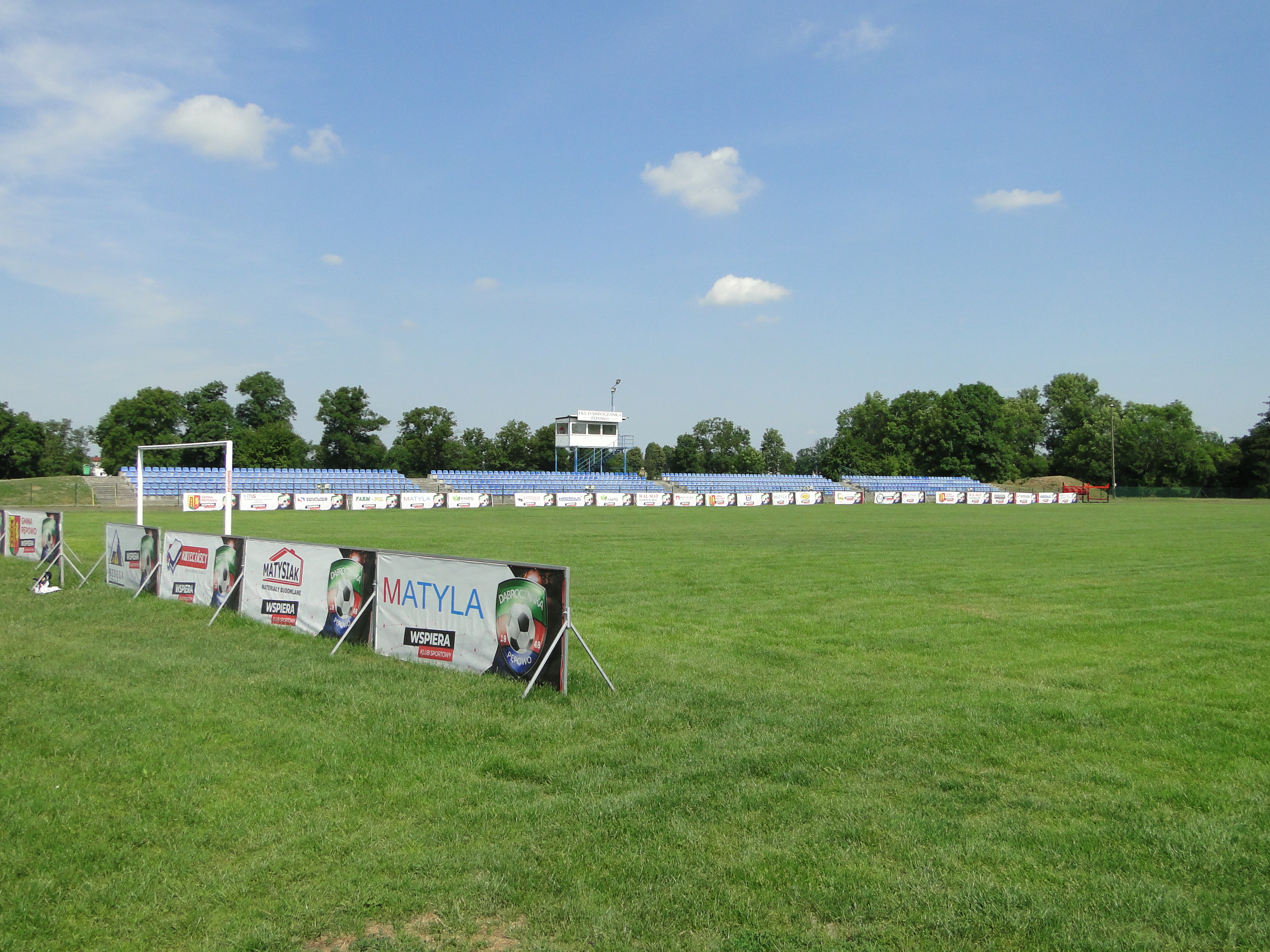
Stadion sportowy LKS Dąbroczanka Pępowo
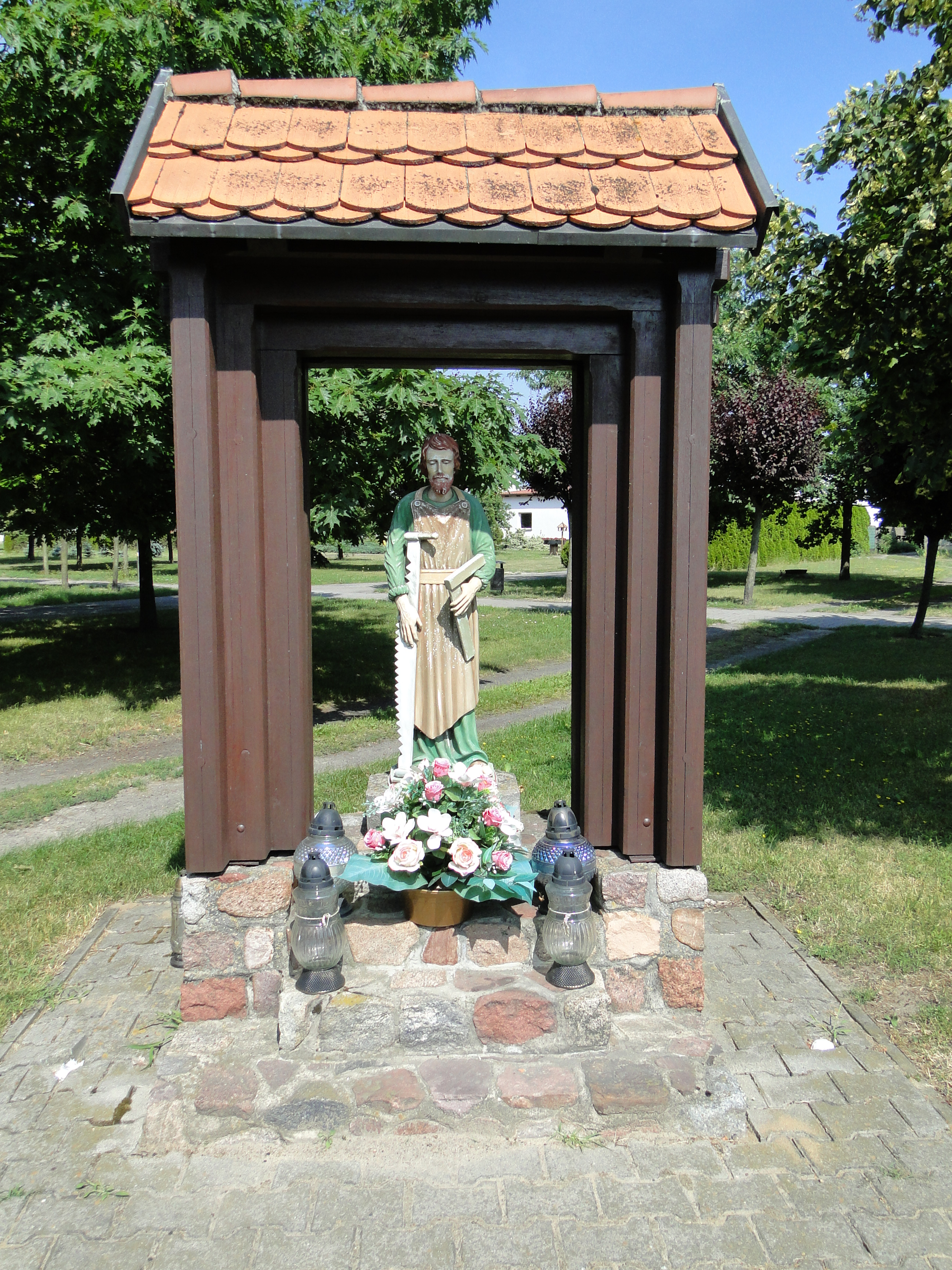
Figura św. Józefa w centrum Pępowa
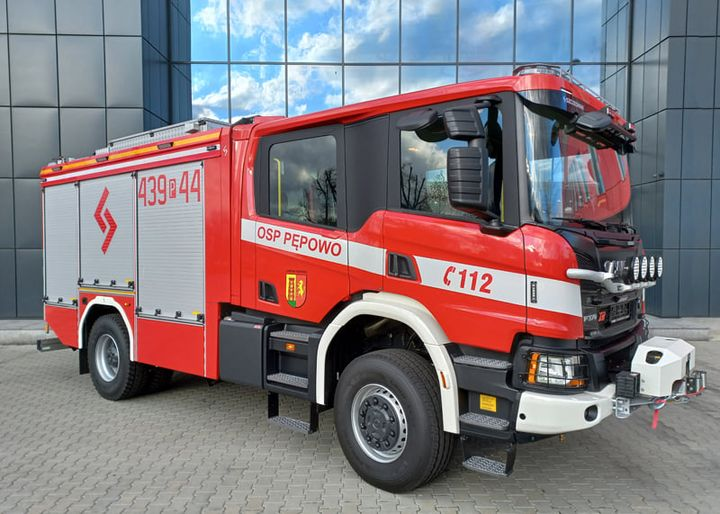
Ciężki wóz bojowy OSP Pępowo (2021-11-26)

## Sport
Działa tu klub piłkarski Dąbroczanka Pępowo, który gra w V lidze, gr. wielkopolskiej III. Sekcję taekwondo otworzył we wrześniu 2014 r. klub sportowy „Tiger Wielkopolska”.